# 三好幸信
三好 幸信（みよし ゆきのぶ）は、江戸時代前期の武士。出羽亀田藩士。真田信繁（幸村）の三男。

## 略歴
慶長20年（1615年）の大坂夏の陣で、豊臣方に与した父・真田信繁と兄・幸昌が戦死してから2か月後である元和元年（1615年）7月14日、信繁の三男として京都で生まれた。母は隆清院（豊臣秀次の娘）。
出生時の事情から真田姓を名乗ることを憚って、外祖父・豊臣秀次の旧姓である三好姓を称し、三好左次郎と名乗った。
その後、姉・御田姫の嫁ぎ先で、出羽亀田藩主となった岩城宣隆のもとに引き取られた。元服すると三好左馬之介幸信と称し、扶持380石を与えられた。
寛文7年（1667年）6月23日に死去。享年53。